# Dasyuris enysii
Dasyuris enysii là một loài bướm đêm trong họ Geometridae.